# شان کوین
شان کوین (انگلیسی: Sean Quinn؛ زادهٔ ۱۰ مهٔ ۲۰۰۰ ‏(۲۴ سال)) دوچرخه‌سوار اهل ایالات متحده آمریکا است.
از باشگاه‌هایی که در آن بازی کرده‌است می‌توان به تیم کوئیک‌استپ فلورز و کنندیل–دراپاک اشاره کرد.